# 李賜
李賜（?—?），字宗石，一字元硕，中国晋朝犍为郡武阳县（今四川省眉山市彭山区）人。李密的长子。
李賜年轻时能写文章，曾经作《玄鸟赋》，文词很优美。年轻时与东海王司马元超交友，每书诗往返，雅有新声。州辟为别驾，举秀才，官至汶山郡太守。未行而终。